# Sebastian von Otter
Sebastian von Otter, född den 11 januari 1737 i släkten von Otter, död den 14 mars 1805 på Sannum i Västergötland, var en svensk militär och konspiratör. Han var sonson till Salomon von Otter (1647–1732), brorson till Salomon von Otter (1693–1745), bror till Salomon von Otter (1733–1781) och Casten von Otter, far till Carl von Otter (1766–1813) och Gustaf von Otter samt farfars bror till Carl von Otter (1819–1883).
Redan vid femton års ålder blev von Otter förare vid Skaraborgs regemente, där han 1753 avancerade till fänrik, 1759 till löjtnant, 1766 till kapten och 1774 till major. År 1780 förflyttades han som överstelöjtnant till Helsinge regemente och 1782 som överste till Björneborgs regemente. Vid ryska krigets utbrott 1788 tillhörde von Otter de missnöjda officerarna och gjorde vid Husula Gustav III personligen föreställningar för att hindra arméns marsch mot Fredrikshamn. Han förmådde också general Armfelt att sända en beskickning till kejsarinnan Katarina och var synnerligen verksam att inom sitt regemente samla underskrifter för den av honom själv beseglade Anjalaförbundstraktaten. Sedan hären mot slutet av året dragit i vinterkvarter, fängslades von Otter i början av 1789 och sändes till Stockholm för rannsakning, vilken 1790 slöt med, att han dömdes mista liv, ära och gods. von Otter blev emellertid benådad på avrättningsplatsen och erhöll tillåtelse att under lindrig bevakning vistas hos släktingar i Växjö. Följande år erhöll han fullständig frihet att välja sin vistelseort. von Otter skildras som en hederlig och välmenande men svag och lättledd man, som lätt behärskades av kraftigare viljor.